# Tjockskaftad lämmelmossa
Tjockskaftad lämmelmossa (Tetraplodon blyttii) är en bladmossart som beskrevs av Arne Arnfinn Frisvoll 1978. Tjockskaftad lämmelmossa ingår i släktet lämmelmossor, och familjen Splachnaceae. Enligt den svenska rödlistan är arten starkt hotad i Sverige. Arten förekommer i Nedre Norrland och Övre Norrland. Artens livsmiljö är fjäll. Inga underarter finns listade i Catalogue of Life.